# Pitnus huesanus
Pitnus huesanus är en skalbaggsart som beskrevs av Fisher 1920. Pitnus huesanus ingår i släktet Pitnus och familjen Ptinidae. Inga underarter finns listade i Catalogue of Life.